# Tininho (calciatore 1980)
Tininho, pseudonimo di Miguel Ângelo Karim Simões Fazenda (Beira, 13 ottobre 1980), è un ex calciatore mozambicano naturalizzato portoghese, di ruolo difensore.

## Carriera
Ha giocato 69 partite nella massima serie portoghese, realizzandovi anche una rete.